# Gaston Féry
Gaston Féry (Francia, 24 de abril de 1900-29 de noviembre de 1985) fue un atleta francés, especialista en la prueba de 4 × 400 m en la que llegó a ser medallista de bronce olímpico en 1920.

## Carrera deportiva
En los JJ. OO. de Amberes 1920 ganó la medalla de bronce en los relevos de 4x400 metros, con un tiempo de 3 m:23s: 5 décimas de segundos, llegando a meta tras Reino Unido (oro) y Sudáfrica, siendo sus compañeros de equipo: Géo André, Maurice Delvart y André Devaux.